# Liolaemus buergeri
Liolaemus buergeri är en ödleart som beskrevs av  Werner 1907. Liolaemus buergeri ingår i släktet Liolaemus och familjen Tropiduridae. Inga underarter finns listade i Catalogue of Life.
Artepitet i det vetenskapliga namnet hedrar den tyska forskningsresande Otto Bürger.